# Hedningarna (musikalbum)
Hedningarna är den svenska folkmusikgruppen Hedningarnas debutalbum, utgivet 1989 på skivbolaget Alice musikproduktion. Skivan har även getts ut i USA av skivbolaget Northside.
Hedningarna var på denna skiva en trio: Björn Tollin, Anders Norudde och Hållbus Totte Mattson. Till skillnad från sina efterföljare är skivan inspelad akustiskt.

## Låtlista
Där inte annat anges är låtarna skrivna av Anders Norudde.
1. "Polska efter Pelle Fors" – 3:30 (trad.)
2. "Förtvivlans polska/Desperation Polska" – 2:10
3. "Häxpolskan/The Witch Polska" – 2:23
4. "Skavlåten/The Chafing Tune" – 3:02
5. "Ölbackens polska" – 4:05
6. "Särna gamla brudmarsch/Old Särna Wedding March" – 3:51 (trad.)
7. "Multihalling" – 2:58
8. "Fulinghalling/Scamphalling" – 5:33
9. "Polska efter Olof Tillman" – 4:35 (trad.)
10. "Doplåten/The Baptism Tune" – 0:44
11. "Polska efter Hins Anders" – 1:44 (trad.)
12. "Lacknafta" – 3:10
13. "Björnlåten/The Bear Tune" – 3:49

## Medverkande
- Niklas Billström - inspelning, producent
- Hållbus Totte Mattson - luta, barockgitarr, vevlira
- Anders Norudde - fiol, hardangerfiol, fiol, säckpipa, harpa, judisk harpa, flöjt
- Jonas Simonsson - producent
- Björn Tollin - trummor, vevlira, fiol

## Mottagande
Allmusic gav skivan 2,5/5 i betyg.

### Fotnoter
1. 1 2  ”Hedningarna”. Discogs.com. http://www.discogs.com/Hedningarna-Hedningarna/release/1248749. Läst 16 juni 2012.
2. 1 2  McDonald, Steven. ”Hedningarna”. Allmusic.com. http://www.allmusic.com/album/hedningarna-mw0000002585. Läst 16 juni 2012.